# Besonders geschütztes Gebiet der Antarktis

Emblem des Antarktisvertrags

Als besonders geschütztes Gebiet der Antarktis (englisch Antarctic Specially Protected Area – ASPA) werden bestimmte Gebiete auf dem antarktischen Kontinent oder den vorgelagerten Inseln sowie den Meeresgebieten, die dem Antarktisvertrag unterliegen, bezeichnet, die außerordentliche ökologische, wissenschaftliche, historische oder ästhetische Werte besitzen und dementsprechend geschützt sind. Anlage V (Schutz und Verwaltung von Gebieten) des Umweltschutzprotokolls zum Antarktisvertrag regelt diese Gebiete und deren Unterschutzstellung. Das Betreten dieser Gebiete ohne Genehmigung ist verboten.

## Kriterien
In die Reihe der besonders geschützten Gebiete sollen einbezogen werden:
- Gebiete, die vom Einwirken des Menschen unversehrt geblieben sind, so dass in Zukunft Vergleich mit Orten möglich sind, die durch menschliche Tätigkeiten beeinträchtigt wurden;
- typische Beispiele für bedeutende terrestrische, auch glaziale und aquatische Ökosysteme sowie für Meeresökosysteme;
- Gebiete mit beachtlichen oder ungewöhnlichen Ansammlungen von Arten, darunter größere Kolonien heimischer Vögel und Säugetiere, die sich in dem Gebiet fortpflanzen;
- der typische oder einzige bekannte Lebensraum einer Art;
- Gebiete von besonderem Interesse für die laufende oder geplante wissenschaftliche Forschung;
- Beispiele herausragender geologischer, glaziologischer oder geomorphologischer Gegebenheiten;
- Gebiete, die wegen ihres ästhetischen Wertes und ihrer Ursprünglichkeit außerordentlich sind;
- Stätten oder Denkmäler von anerkanntem historischen Wert;
- sonstige Gebiete, die für den Schutz der genannten Werte geeignet sind.

Jede Vertragspartei, der Umweltausschuss, der Wissenschaftliche Ausschuss für Antarktis-Forschung und die Kommission zur Erhaltung der lebenden Meeresschätze der Antarktis ist berechtigt, der Konsultativtagung zum Antarktisvertrag Gebiete zur Bezeichnung als ASPA durch die Vorlage eines Verwaltungsplans vorzuschlagen. Der Verwaltungsplan soll eine genaue Beschreibung des Gebiets (geographische Koordinaten, Begrenzungen, Zugänge usw.) sowie seiner zu schützenden Werte enthalten. Er soll einen Verhaltenskodex für Aktivitäten im Gebiet festlegen und Voraussetzungen für die Erteilung von Genehmigungen beschreiben.
Das ASPA ersetzte die bis 1991 gültigen SPA (Specially Protected Area – besonders geschütztes Gebiet) und SSSI (Site of Special Scientific Interest – Stätte von besonderem wissenschaftlichen Interesse).

## Liste der besonders geschützten Gebiete der Antarktis
| Nr. | Bezeichnung                                                                                      | vorgeschlagen von                       | Fläche km² | Koordinaten                       |
| --- | ------------------------------------------------------------------------------------------------ | --------------------------------------- | ---------- | --------------------------------- |
| 101 | Taylor Rookery, Mac-Robertson-Land                                                               | Australien                              | 0,26       | 67° 26′ 0″ S, 60° 50′ 0″ O        |
| 102 | Rookery Islands, Holme Bay, Mac-Robertson-Land                                                   | Australien                              | 1,67       | 67° 36′ 36″ S, 62° 32′ 6″ O       |
| 103 | Ardery-Insel und Odbert-Insel, Budd-Küste, Wilkes-Land                                           | Australien                              | 2,44       | 66° 23′ 6″ S, 110° 29′ 50″ O      |
| 104 | Sabrina-Insel, Balleny-Inseln                                                                    | Neuseeland                              | 1,50       | 66° 55′ 0″ S, 163° 19′ 0″ O       |
| 105 | Beaufort-Insel, McMurdo-Sund, Rossmeer                                                           | Neuseeland                              | 14,16      | 76° 59′ 0″ S, 167° 0′ 0″ O        |
| 106 | Kap Hallett, Viktorialand                                                                        | USA                                     | 0,53       | 72° 19′ 0″ S, 170° 16′ 0″ O       |
| 107 | Emperor Island, Dion-Inseln, Marguerite Bay, Antarktische Halbinsel                              | Vereinigtes Königreich                  | 4,67       | 67° 52′ 0″ S, 68° 42′ 0″ W        |
| 108 | Green Island, Berthelot-Inseln, Antarktische Halbinsel                                           | Vereinigtes Königreich                  | 0,17       | 65° 19′ 24″ S, 64° 8′ 58″ W       |
| 109 | Moe Island, Südliche Orkneyinseln                                                                | Vereinigtes Königreich                  | 1,20       | 60° 44′ 0″ S, 45° 41′ 0″ W        |
| 110 | Lynch-Insel, Südliche Orkneyinseln                                                               | Vereinigtes Königreich                  | 0,10       | 60° 39′ 10″ S, 45° 36′ 25″ W      |
| 111 | Südliche Powell-Insel und benachbarte Inseln, Südliche Orkneyinseln                              | Vereinigtes Königreich                  | 23,56      | 60° 42′ 0″ S, 45° 1′ 0″ W         |
| 112 | Coppermine-Halbinsel, Robert-Insel, Südliche Shetlandinseln                                      | Chile                                   | 0,67       | 62° 23′ 0″ S, 59° 42′ 0″ W        |
| 113 | Litchfield Island, Arthur Harbour, Anvers-Insel, Palmer-Archipel                                 | USA                                     | 0,36       | 64° 46′ 0″ S, 64° 6′ 0″ W         |
| 115 | Lagotellerie-Insel, Marguerite Bay, Antarktische Halbinsel                                       | Vereinigtes Königreich                  | 1,62       | 67° 53′ 0″ S, 67° 24′ 0″ W        |
| 116 | New College Valley, Caughley Beach, Kap Bird, Ross-Insel                                         | Neuseeland                              | 0,34       | 77° 13′ 0″ S, 166° 29′ 0″ O       |
| 117 | Avian Island vor der Adelaide-Insel, Antarktische Halbinsel                                      | Vereinigtes Königreich                  | 1,12       | 67° 46′ 0″ S, 68° 54′ 0″ W        |
| 119 | Davis-Tal und Forlidas Pond, Dufek-Massiv                                                        | USA                                     | 56,81      | 82° 27′ 0″ S, 51° 21′ 0″ W        |
| 120 | Pointe-Géologie-Archipel, Adélieland                                                             | Frankreich                              | 0,37       | 66° 40′ 0″ S, 140° 2′ 0″ O        |
| 121 | Kap Royds, Ross-Insel                                                                            | USA                                     | 0,62       | 77° 33′ 20″ S, 166° 9′ 56″ O      |
| 122 | Arrival Heights, Hut-Point-Halbinsel, Ross-Insel                                                 | USA                                     | 0,73       | 77° 49′ 0″ S, 166° 39′ 0″ O       |
| 123 | Barwick Valley und Balham Valley, Südliches Viktorialand                                         | USA                                     | 418,14     | 77° 20′ 0″ S, 161° 0′ 0″ O        |
| 124 | Kap Crozier, Ross-Insel                                                                          | USA                                     | 72,21      | 77° 30′ 30″ S, 169° 21′ 30″ O     |
| 125 | Fildes-Halbinsel, King George Island, Südliche Shetlandinseln                                    | Chile                                   | 2,25       | 62° 12′ 0″ S, 58° 58′ 0″ W        |
| 126 | Byers-Halbinsel, Livingston-Insel, Südliche Shetlandinseln                                       | Chile, Großbritannien                   | 90,56      | 62° 34′ 35″ S, 61° 13′ 7″ W       |
| 127 | Haswell-Insel                                                                                    | Russland                                | 5,01       | 66° 31′ 0″ S, 93° 0′ 0″ O         |
| 128 | Westküste der Admiralitätsbucht, King George Island, Südliche Shetlandinseln                     | Polen                                   | 18,04      | 62° 11′ 0″ S, 58° 27′ 0″ W        |
| 129 | Rothera Point, Adelaide-Insel                                                                    | Vereinigtes Königreich                  | 0,04       | 67° 34′ 0″ S, 68° 6′ 0″ W         |
| 131 | Kanada-Gletscher, Fryxellsee, Taylor Valley, Viktorialand                                        | Neuseeland                              | 1,51       | 77° 37′ 0″ S, 163° 3′ 0″ O        |
| 132 | Potter-Halbinsel, King George Island, Südliche Shetlandinseln                                    | Argentinien                             | 2,17       | 62° 15′ 0″ S, 58° 39′ 0″ W        |
| 133 | Harmony Point, Nelson-Insel, Südliche Shetlandinseln                                             | Argentinien, Chile                      | 30,69      | 62° 18′ 0″ S, 59° 11′ 0″ W        |
| 134 | Cierva Point und vorgelagerte Inseln, Danco-Küste, Antarktische Halbinsel                        | Argentinien                             | 59,03      | 64° 10′ 0″ S, 61° 1′ 0″ W         |
| 135 | nordöstliche Bailey-Halbinsel, Budd-Küste, Wilkes-Land                                           | Australien                              | 0,28       | 66° 17′ 0″ S, 110° 33′ 0″ O       |
| 136 | Clark-Halbinsel, Budd-Küste, Wilkes-Land                                                         | Australien                              | 9,38       | 66° 15′ 0″ S, 110° 36′ 0″ O       |
| 137 | nordwestliches White Island, McMurdo-Sund                                                        | USA                                     | 141,61     | 78° 7′ 0″ S, 167° 11′ 0″ O        |
| 138 | Linnaeus Terrace, Asgard Range, Viktorialand                                                     | USA                                     | 0,78       | 77° 35′ 0″ S, 161° 5′ 0″ O        |
| 139 | Biscoe Point, Anvers-Insel, Palmer-Archipel                                                      | USA                                     | 0,60       | 64° 48′ 0″ S, 63° 47′ 0″ W        |
| 140 | Teile von Deception Island, Südliche Shetlandinseln                                              | Vereinigtes Königreich                  | 2,57       | 62° 57′ 0″ S, 60° 38′ 0″ W        |
| 141 | Yukidori Valley, Langhovde, Lützow-Holm-Bucht                                                    | Japan                                   | 4,88       | 69° 14′ 30″ S, 39° 46′ 0″ O       |
| 142 | Svarthamaren                                                                                     | Norwegen                                | 6,49       | 71° 54′ 40″ S, 5° 11′ 0″ O        |
| 143 | Marine Plain, Mule-Halbinsel, Vestfoldberge, Princess-Elizabeth-Land                             | Australien                              | 20,46      | 68° 37′ 50,2″ S, 78° 7′ 55,2″ O   |
| 145 | Port Foster, Deception Island, Südliche Shetlandinseln                                           | Chile                                   | 2,24       | 62° 55′ 51″ S, 60° 37′ 30″ W      |
| 146 | South Bay, Doumer-Insel, Palmer-Archipel                                                         | Chile                                   | 0,96       | 64° 52′ 0″ S, 63° 35′ 0″ W        |
| 147 | Ablation Valley und Ganymede Heights, Alexander-I.-Insel                                         | Vereinigtes Königreich                  | 109,02     | 70° 50′ 0″ S, 68° 30′ 0″ W        |
| 148 | Mount Flora, Hope Bay, Antarktische Halbinsel                                                    | Vereinigtes Königreich                  | 0,35       | 63° 25′ 0″ S, 57° 1′ 0″ W         |
| 149 | Kap Shirreff und San-Telmo-Insel, Livingston-Insel, Südliche Shetlandinseln                      | USA                                     | 9,74       | 62° 27′ 30″ S, 60° 47′ 17″ W      |
| 150 | Ardley-Insel, Maxwell Bay, King George Island                                                    | Chile                                   | 1,22       | 62° 13′ 0″ S, 58° 54′ 0″ W        |
| 151 | Lions Rump, King George Island, Südliche Shetlandinseln                                          | Polen                                   | 1,32       | 62° 8′ 0″ S, 58° 7′ 0″ W          |
| 154 | Botany Bay, Cape Geology, Viktorialand                                                           | Neuseeland                              | 2,14       | 77° 0′ 30″ S, 162° 34′ 0″ O       |
| 155 | Kap Evans, Ross-Insel                                                                            | Neuseeland                              | 0,06       | 77° 38′ 0″ S, 166° 24′ 0″ O       |
| 156 | Lewis Bay, Mount Erebus, Ross-Insel                                                              | Neuseeland                              | 14,41      | 77° 25′ 29″ S, 167° 28′ 30″ O     |
| 157 | Backdoor Bay, Kap Royds, Ross-Insel                                                              | Neuseeland                              | 0,04       | 77° 33′ 10″ S, 166° 16′ 6″ O      |
| 158 | Hut Point, Ross-Insel                                                                            | Neuseeland                              | ?          | 77° 50′ 50″ S, 166° 38′ 0″ O      |
| 159 | Kap Adare, Borchgrevink-Küste                                                                    | Neuseeland                              | 0,03       | 71° 18′ 0″ S, 170° 9′ 0″ O        |
| 160 | Frazier-Inseln, Windmill-Inseln, Wilkes-Land, Ostantarktika                                      | Australien                              | 0,60       | 66° 14′ 0″ S, 110° 10′ 0″ O       |
| 161 | Terra Nova Bay, Rossmeer                                                                         | Italien                                 | 29,46      | 74° 45′ 0″ S, 164° 10′ 0″ O       |
| 162 | Mawson’s Huts, Kap Denison, Commonwealth-Bucht, Georg-V.-Küste, Ostantarktika                    | Australien                              | 1,30       | 67° 0′ 31″ S, 142° 40′ 43″ O      |
| 163 | Dakshin-Gangotri-Gletscher, Königin-Maud-Land                                                    | Indien                                  | 4,31       | 74° 45′ 15″ S, 11° 38′ 30″ O      |
| 164 | Scullin- und Murray-Monolithe, Mac-Robertson-Land                                                | Australien                              | 10,23      | 67° 48′ 7″ S, 66° 43′ 6″ O        |
| 165 | Edmonson Point, Wood Bay, Viktorialand, Rossmeer                                                 | Italien                                 | 5,50       | 74° 20′ 0″ S, 165° 8′ 0″ O        |
| 166 | Port Martin, Adelieland                                                                          | Frankreich                              | 0,17       | 66° 49′ 0″ S, 141° 23′ 0″ O       |
| 167 | Hawker-Insel, Vestfoldberge, Ingrid-Christensen-Küste, Princess-Elizabeth-Land, Ostantarktika    | Australien                              | 2,17       | 68° 35′ 0″ S, 77° 50′ 0″ O        |
| 168 | Mount Harding, Grove Mountains, Ostantarktika                                                    | Volksrepublik China                     | 102,78     | 72° 54′ 0″ S, 75° 2′ 30″ O        |
| 169 | Amanda Bay, Ingrid-Christensen-Küste, Princess-Elizabeth-Land, Ostantarktika                     | Australien, China                       | 17,15      | 69° 15′ 0″ S, 76° 49′ 59″ O       |
| 170 | Marion-Nunatakker, Charcot-Insel, Antarktische Halbinsel                                         | Vereinigtes Königreich                  | 179,55     | 69° 45′ 0″ S, 75° 15′ 0″ W        |
| 171 | Narebski Point, Barton-Halbinsel, King George Island                                             | Südkorea                                | 0,89       | 62° 14′ 3″ S, 58° 46′ 5″ W        |
| 172 | unterer Taylor-Gletscher und Blood Falls, Taylor Valley, Antarktische Trockentäler, Viktorialand | USA                                     | 436,00     | 77° 50′ 13,2″ S, 161° 40′ 13,8″ O |
| 173 | Kap Washington und Silverfish Bay, Terra Nova Bay, Rossmeer                                      | Italien, USA                            | 286,00     | 74° 37′ 6″ S, 164° 57′ 36″ O      |
| 174 | Stornes, Larsemann Hills, Princess-Elizabeth-Land                                                | Australien, China, Indien, Russland     | 21,13      | 69° 25′ 0″ S, 76° 6′ 0″ O         |
| 175 | hoch gelegene geothermale Standorte in der Rossmeer-Region                                       | USA                                     | 0,26       | 77° 31′ 0″ S, 167° 6′ 0″ O        |
| 176 | Rosenthal-Inseln, Anvers-Insel, Palmer-Archipel                                                  | USA                                     | 111,00     | 64° 36′ 0″ S, 64° 15′ 0″ W        |
| 177 | Léonie-Insel und Südost-Adelaide-Insel, Antarktische Halbinsel                                   | Vereinigtes Königreich                  | 102,07     | 67° 36′ 0″ S, 68° 13′ 48″ W       |
| 178 | Inexpressible Island und Seaview Bay, Rossmeer                                                   | China, Italien, Südkorea                | 3,31       | 74° 54′ 12″ S, 163° 43′ 30″ O     |
| 179 | Teile der westlichen Sør Rondane, Königin-Maud-Land                                              | Belgien                                 | 35.817,00  | 71° 55′ S, 23° 20′ O              |
| 180 | Danger Islands, nordöstliche Antarktische Halbinsel                                              | Deutschland, USA                        | 4,48       | 63° 25′ S, 54° 40′ W              |
| 181 | Farrier Col, Horseshoe Island, Marguerite Bay                                                    | Belgien, Türkei, Vereinigtes Königreich | 0,40       | 67° 49′ S, 67° 13′ W              |
| 182 | Westliche Bransfieldstraße und östliche Dallmann-Bucht                                           | USA                                     | 610,00     | 63° 42′ S, 62° 24′ W              |

## Frühere besonders geschützte Gebiete der Antarktis
| Nr. | Bezeichnung                                                         | vorgeschlagen von | Fläche km² | Koordinaten                 | Bemerkung                                                                  |
| --- | ------------------------------------------------------------------- | ----------------- | ---------- | --------------------------- | -------------------------------------------------------------------------- |
| 114 | Nördliche Coronation-Insel, Südliche Orkneyinseln                   | Großbritannien    | 91,76      | 60° 33′ 0″ S, 45° 35′ 0″ W  | Der besondere Schutz wurde mit Wirkung vom 5. August 2014 aufgehoben.      |
| 118 | Gipfel des Mount Melbourne, Viktorialand                            | Neuseeland        | 6,56       | 74° 21′ 0″ S, 164° 42′ 0″ O | Mit Wirkung vom 5. August 2014 in das neu geschaffene ASPA-175 integriert. |
| 130 | Tramway Ridge, Mount Erebus, Ross-Insel                             | Neuseeland        | 0,04       | 77° 31′ 0″ S, 167° 7′ 0″ O  | Mit Wirkung vom 5. August 2014 in das neu geschaffene ASPA-175 integriert. |
| 144 | Chile Bay (Discovery Bay), Greenwich-Insel, Südliche Shetlandinseln | Chile             | 0,66       | 62° 29′ 6″ S, 59° 41′ 27″ W | Der besondere Schutz wurde 2023 aufgehoben.                                |
| 152 | Westliche Bransfield-Straße                                         | USA               | 915,80     | 63° 23′ 0″ S, 62° 21′ 0″ W  | 2024 in das neu geschaffene ASPA-182 integriert.                           |
| 153 | Östliche Dallmann-Bucht                                             | USA               | 609,54     | 64° 10′ 0″ S, 62° 50′ 0″ W  | 2024 in das neu geschaffene ASPA-182 integriert.                           |